# Барионные акустические колебания
Барионные акустические колебания (БАК) — колебания плотности видимой барионной материи Вселенной, вызванные акустическими волнами плотности в первичной плазме ранней вселенной. Точно так же, как сверхновые обеспечивают «стандартную свечу» для астрономических наблюдений, кластеризация вещества БАК обеспечивает «стандартную линейку» для шкалы длин в космологии. Длина этой стандартной линейки определяется максимальным расстоянием, которое акустические волны могли пройти в первичной плазме до эпохи рекомбинации, что остановило распространение волн плотности плазмы, «заморозив» их на месте. Длину этой стандартной линейки (≈490 миллионов световых лет в современной вселенной) можно измерить, изучив крупномасштабную структуру вещества с помощью астрономических исследований. Измерения БАК помогают лучше понять природу тёмной энергии (которая вызывает ускоряющееся расширение Вселенной), ограничивая космологические параметры.
Акустические сигнатуры крупномасштабных скоплений галактик открывают ещё три возможности изучения и проверки космологической парадигмы ранней Вселенной: 1) это убедительные доказательства нашей теории гравитационной кластеризации и образования современной структуры вселенной, в частности, идеи о том, что крупномасштабные флуктуации растут по линейной теории возмущений от z ~ 1000 до настоящего времени; 2) это даёт ещё одно подтверждение существования темного вещества при z ∼ 1000, поскольку полностью барионная модель даёт эффект, гораздо больший, чем наблюдаемый; и 3) она обеспечивает характерную и достаточно точную шкалу длины, которую можно измерять в широком диапазоне красных смещений, тем самым определяя исключительно геометрической зависимостью угловой диаметр—расстояние—красное смещение и эволюцию параметра Хаббла. Последнее приложение может обеспечить точные и надёжные ограничения на ускорения скорости расширения Вселенной.

## Ранняя вселенная
Ранняя вселенная состояла из горячей, плотной плазмы электронов и барионов (к которым относятся протоны и нейтроны). Фотоны (лёгкие частицы) в этой вселенной не могли пройти сколько-нибудь значительного расстояния из-за взаимодействия с плазмой в результате томсоновского рассеяния и постоянно взаимодействовали с веществом. Среднее расстояние, которое фотон может преодолеть до взаимодействия с плазмой, известно как средняя длина свободного пробега фотона. По мере расширения вселенной плазма охлаждалась ниже 3000 К и при достаточно низкой энергии электроны и протоны (и ядра гелия, см. первичный нуклеосинтез) в плазме рекомбинировали, образуя нейтральные атомы водорода (и гелия). Этот процесс происходил, когда вселенной было около 379 000 лет, при красном смещении z = 1089. Фотоны в гораздо меньшей степени взаимодействуют с нейтральным веществом и, поэтому, при рекомбинации вселенная становилась прозрачной для фотонов, позволяя им отделяться от вещества и свободно перемещаться по вселенной. Космическое микроволновое фоновое излучение (реликтовое излучение) — это свет, который был рассеян непосредственно перед рекомбинацией, из-за красного смещения теперь видимый радиотелескопами по всему небу в виде радиоволн. Поэтому изучая данные микроволнового анизотропного зонда (WMAP), можно, фактически, увидеть изображение Вселенной, когда ей было всего 379 000 лет.

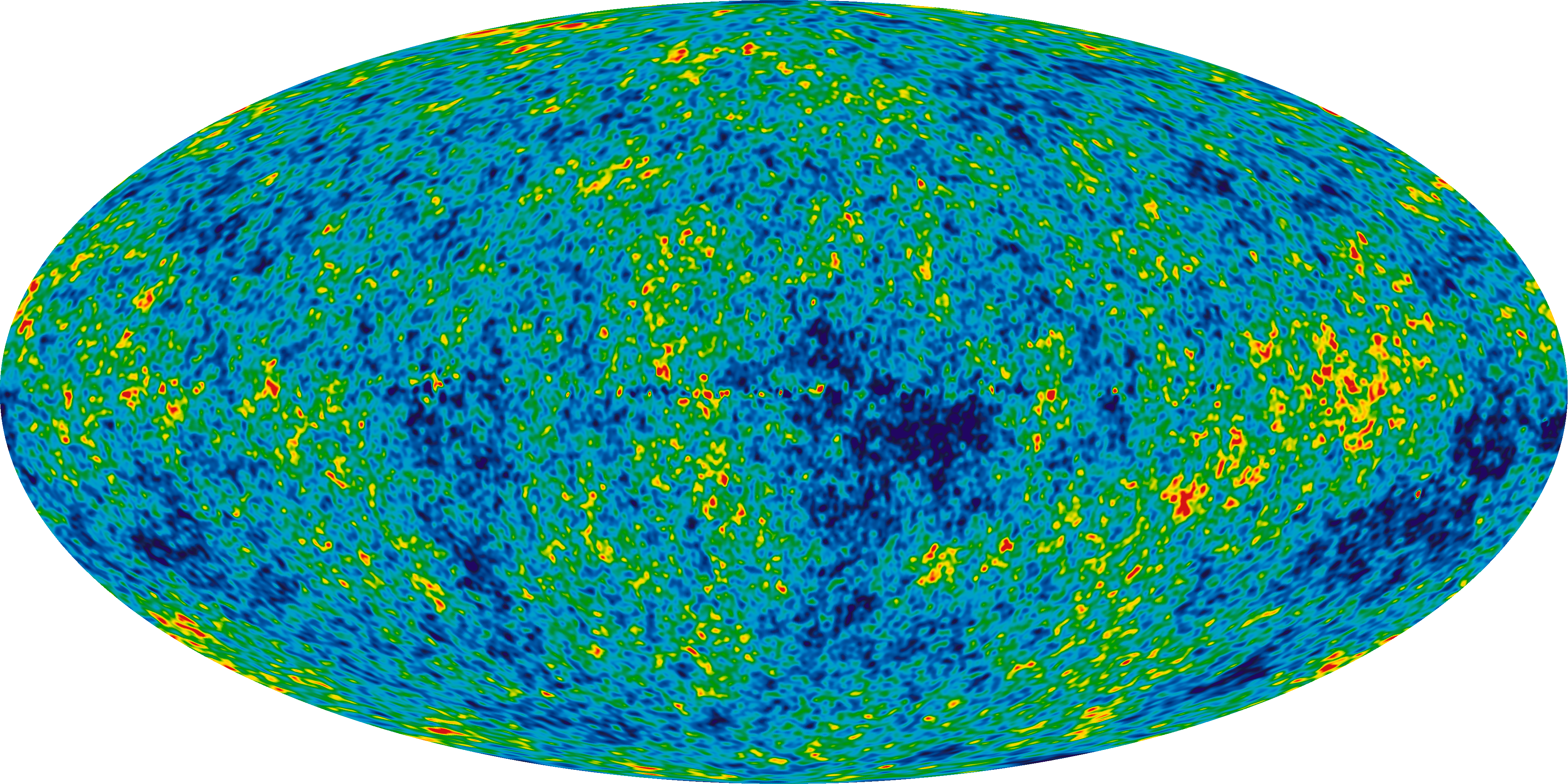
Подробная карта реликтового излучения неба, созданная на основе данных WMAP за девять лет. Изображение показывает колебания температуры возрастом 13,77 млрд лет (показаны в виде цветовых различий). Сигнал от нашей галактики был вычтен с использованием многочастотных данных. На этом изображении показан температурный диапазон ±200 микрокельвинов.

WMAP показывает очень однородную вселенную с низкой анизотропией плотности: с точностью до 0,01 % — среднеквадратичное отклонение температуры составляет приблизительно 18 мкК. Однако в нынешней вселенной существуют большие структуры и флуктуации плотности. Галактики, например, в миллион раз плотнее, чем средняя плотность во вселенной. В работах Я. Б. Зельдовича показано, что к образованию крупномасштабной структуры Вселенной приводят гравитационные неустойчивости вследствие флуктуаций плотности ранней вселенной. Более плотные области притягивают больше материи, тогда как недостаточно плотные области будут терять вещество, и, таким образом, эти небольшие анизотропии, наблюдаемые в реликтовом излучении, стали крупномасштабными структурами во вселенной сегодня.

## Первичные звуковые волны
Согласно теории инфляции, ускоренное расширение Вселенной сразу после Большого взрыва происходило под влиянием особого инфлатонного поля. Квантовые флуктуации этого поля, усиленные быстрым расширением, и привели к появлению начальных возмущений, приблизительно одинаковых по амплитуде как в малых, так и в больших областях пространства. Так в первичной плазме возникли пространственные колебания плотности энергии.
Идею о том, что в ранней горячей вселенной должны появиться и распространяться волны звукового диапазона, в конце 60-х гг. XX века высказали Джеймс Пиблз и Джер Ю из Принстонского университета и, независимо от них, Яков Зельдович и Рашид Сюняев из Московского института прикладной математики. Акустические пики возникают из-за того, что космологические возмущения (плотности) возбуждают звуковые волны в релятивистской плазме ранней Вселенной. Поскольку все возмущения плотности появились одновременно в первый же момент Большого взрыва, звуковые волны оказались синхронизированными по фазе. В результате сформировался спектр с обертонами, как у музыкального инструмента. Основная частота таких колебаний будет соответствовать такой длине волны (строго говоря — полуволны), в течение которого первичная плазма была заполнена звуковыми волнами, исчезнувшими во время рекомбинации, а обертоны с вдвое, втрое и так далее большими частотами в этот момент обеспечивают максимальные смещения, положительные или отрицательные, в меньших областях пространства.
Рекомбинация в нейтральный газ при красном смещении z ≈ 1000 резко уменьшает скорость звука и давление излучения на вещество и фактически прекращает распространение волны, поэтому картина звуковых волн так же запечатлена и в реликтовом излучении. За время между образованием возмущений и эпохой рекомбинации моды разной длины волны могут совершить разное число периодов колебаний. Это переводит характерное время в характерный масштаб длины и даёт гармонический ряд максимумов и минимумов в спектре мощности анизотропии. Наличие в энергетическом спектре реликтового изучения, в котором отпечатана картина звуковых волн ранней вселенной, нескольких ярко выраженных пиков, из которых первый и самый высокий соответствует основной моде, а все последующие – обертонам, подтверждает гипотезу об одновременности возникновения  звуковых волн. Если бы возмущения создавались непрерывно во времени, то спектр не был бы столь гармоничен. Из теории инфляции следует, что амплитуды звуковых волн должны быть примерно одинаковыми при любых пространственных масштабах, однако после третьего пика на энергетическом спектре мощности наблюдается резкий спад: происходит затухание коротких звуковых волн. Акустическая волна не может распространяться, если её длина меньше средней длины свободного пробега частиц, из которых состоит газ или плазма. В первичной плазме накануне рекомбинации это расстояние составляло примерно 10 тыс. световых лет (плотность Вселенной в те времена была большой только по сравнению с современным значением). После того, как Вселенная расширилась в 1000 раз, средняя длина свободного пробега увеличилась до 10 млн. световых лет. Поэтому амплитуды пиков энергетического спектра, которые соответствуют размерам, не превышающим 10 таких расстояний, быстро убывают.

Спектр анизотропии реликтового излучения (распределение энергии по угловым масштабам, то есть по мультиполям); получен по данным наблюдений: WMAP (2006), Acbar (2004) Boomerang (2005), CBI (2004) и VSA (2004). Розовая область показывает теоретические предсказания.

Поскольку во Вселенной имеется значительная доля барионов, космологическая теория предсказывает, что акустические колебания в плазме также будут отпечатаны в спектре мощности нерелятивистской материи позднего времени. Из начальной точки возмущение, общее для тёмной материи и барионов, в случае тёмной материи растёт на месте, в то время как барионное возмущение уносится наружу в виде расширяющейся сферической волны. Молодая плотная вселенная была непрозрачной, излечение не было отделено от вещества и создавало сильное давление на барионное вещество, но не взаимодействовало с тёмный веществом. При рекомбинации вселенная стала прозрачной, излучение отделилось от вещества. При рекомбинации радиус этой оболочки составляет около 150 Мпк. 
Впоследствии сочетание тёмной материи и барионных возмущений приводит к формированию крупномасштабной структуры. Поскольку центральное возмущение тёмной материи является доминирующим по сравнению с барионной оболочкой, акустическая особенность проявляется в виде небольшого одиночного всплеска корреляционной функции на расстоянии 150 Мпк. Поэтому можно было бы ожидать увидеть большее количество пар галактик, разделённых шкалой расстояний звукового горизонта, чем другими шкалами длин. Эта конкретная конфигурация материи возникала при каждой флуктуации плотности в ранней Вселенной, и поэтому Вселенная состоит не из одной звуковой волны, а из множества перекрывающихся пульсаций. Невозможно наблюдать это предпочтительное разделение галактик на шкале звукового горизонта на глаз, но можно измерить этот артефакт статистически, наблюдая за разделением большого количества галактик.

## Стандартная линейка расстояний
Физика распространения барионных волн в ранней вселенной довольно проста, в результате космологи могут предсказать размер звукового горизонта в момент рекомбинации. Кроме того, реликтовое излучение обеспечивает измерение этого масштаба с высокой точностью. Однако за время между рекомбинацией и сегодняшним днём Вселенная расширялась. Это расширение хорошо подтверждается наблюдениями и является одной из основ модели Большого взрыва. В конце 1990-х годов наблюдения за сверхновыми определили, что Вселенная не только расширяется, она расширяется со всё возрастающей скоростью. Лучшее понимание ускорения Вселенной, или тёмной энергии, стало одним из самых важных вопросов космологии сегодня. Для того чтобы понять природу тёмной энергии, важно иметь различные способы измерения ускорения. Барионные акустические колебания могут дополнить объём знаний об этом ускорении, сравнив наблюдения за звуковым горизонтом сегодня (с использованием кластеризации галактик) с наблюдениями за звуковым горизонтом во время рекомбинации (с использованием реликтового узлечения). Таким образом, БАК предоставляют измерительную шкалу, с помощью которой можно лучше понять природу ускорения, полностью независимую от метода сверхновых.

## Обнаружение
К сожалению, акустические особенности в корреляциях вещества слабы (контраст 10 % в спектре мощности) и имеют большие масштабы. Это означает, что для обнаружения сигнатуры необходимо исследовать очень большие объёмы, порядка 1 Гпк3/h3. 
До 2005 года исследования не выявляли барионные акустические колебания с достаточной степенью достоверности. 
О первом чётком обнаружение акустического пика было объявлено в  2005 году в работах сразу двух исследовательских групп. В первой группе учёные использовали данные слоановского цифрового небесного обзора на основе выборки из 46 748 светящихся красных галактик на площади более 3816 квадратных градусов неба (примерно пять миллиардов световых лет в диаметре) с красным смещением z = 0,47. Вторая группа использовала обзор 2dFGRS c выборкой в 221 414 галактик с измеренными красными смещениями. 
Обе команды отмечены за это открытие, о чем свидетельствует премия Шау по астрономии 2014 года, которая была присуждена обеим группам. С тех пор о дальнейших обнаружениях сообщалось в обзоре галактик 6dF (6dFGS) в 2011 году, WiggleZ в 2011 году и BOSS в 2012 году.
В 2023 году астрономы, использующие каталог слоановского обзора, а также каталог Cosmicflow-4, заявили, что обнаружили свидетельства существования отдельного пузыря БАК с радиусом {\displaystyle 155\ h_{75}^{-1}Mpc}, содержащего некоторые из крупнейших известных структур — сверхскопление Ботеса, Великую стену Слоана, Великая стена CfA2 и Великая стена Геркулес — Северная Корона – которую они назвали Хо'олейлана.
Также есть исследования, где показано, что существование барионных акустических осцилляций (БАО) можно определить не только по распределению галактик, но и по их форме — влияние гравитационного притяжения, например, со стороны других галактик, может сделать галактики более удлинёнными. В то же время, удлинение в противоположном направлении может быть признаком наличия барионной материи в структурах, похожих на стенки «пузырей».

## Значимость
Данные из работ по обнаружению барионных акустических колебаний используются в теоретических работах, связанных с различные моделями тёмной энергии. 
Благодаря БАК независимо от других методов определяют скорость расширения Вселенной. Вычисление постоянной Хаббла для ранней Вселенной, выполненное независимо от его определения по реликтовому излучению особенно важно в решении проблемы "напряжения Хаббла", когда её значения, найденные различными методами, отличаются на величину большую, чем ту, которую можно объяснить погрешностями измерений. Постоянная Хаббла, определённая через исследования барионных акустических колебаний, даёт значение 68,4+1,0
−0,8 (км/с)/Мпк, что в пределах погрешностей сходится со значениями, определёнными по реликтовому излучению, что, по-видимому, указывает  на то, что напряжение Хаббла связано не столько с погрешностями наблюдений на малых или больших красных смещениях, сколько с различной физикой ранней и поздней Вселенной.